# Alessandro Cavaliere
Alessandro Cavaliere (Napoli, 4 giugno 1977) è un medico italiano, ex schermitore specializzato nella sciabola.
Ha fatto parte della nazionale italiana di sciabola, prima nella categoria juniores poi tra gli assoluti, dal 1993 al 2006.

## Carriera
Inizia la sua carriera sportiva a Napoli sotto la guida di Remo Bassetti e, successivamente, di maestri di scuola russa tra i quali Andrej Alšan. Nel 2001 si trasferisce a Roma per essere allenato da Ferdinando Meglio e Giovanni Sirovich.
Dopo i primi successi a livello italiano viene convocato per la prima volta nella squadra nazionale cadetta nel 1993, per la gara di Coppa del Mondo di Gisors, in Francia, aggiudicandosi subito la medaglia d’argento.
Dal 1996 ha fatto parte del Centro Sportivo Carabinieri, per il quale ha vinto il titolo Mondiale Militare individuale nel 2001 e diverse medaglie d'oro ai campionati italiani.
Il suo palmares comprende una vittoria in Coppa del mondo a Nancy nel 2001, l'argento a squadre ai Campionati europei del 2003 di Bourges ed infine l'argento a squadre ed il bronzo individuale alla XXI Universiade di Pechino del 2001.
Rimane nella squadra nazionale fino al 2006, ritirandosi dalla scherma agonistica nel 2007.
Oggi è un medico chirurgo ginecologo e endoscopista.
Dal 2021 è in politica nel Direttivo di Europa Verde e con delega allo Sport del II Municipio del Comune di Roma.

## Palmarès
In carriera ha ottenuto i seguenti risultati:

### Mondiali militari
Individuale
- Oro nella sciabola a Viterbo 2000

A squadre
- Oro nella sciabola a Viterbo 2000

### Europei
Individuale
A squadre
- Argento nella sciabola a Bourges 2003

### Universiadi
Individuale
- Bronzo nella sciabola a Pechino 2001

A squadre
- Argento nella sciabola a Pechino 2001

### Altri risultati
Coppa del Mondo
- 1 vittoria nelle prove

Campionati italiani assoluti
- 4  1  3

Individuale
- Oro - 2000
- Bronzo - 2003
- Argento - 2004

A squadre
- Bronzo - 1994
- Bronzo - 2000
- Oro - 2001
- Oro - 2002
- Oro - 2005